# Saison 2006-2007 de snooker
Navigation
2005-2006 2007-2008
La saison 2006-2007 de snooker est la 39e saison de snooker. Elle regroupe 31 tournois organisés par la WPBSA entre mai 2006 et juin 2007.

## Nouveautés
- Retour au calendrier du Masters de Thaïlande, en tant que tournoi non classé, après quatre années d'absence.
- Le Masters d'Irlande fait également son retour après un an d'absence mais perd son statut de tournoi classé.

## Calendrier
| C = Tournoi classé (professionnel)                  |
| NC = Tournoi non classé (professionnel)             |
| TE = Tournoi par équipes (professionnel et amateur) |
| P/A = Tournoi pro-am (professionnel et amateur)     |
| SIP = Séries internationales Pontins (amateur)      |

| Dates (mois-jour) | Dates (mois-jour) | Tournoi                                    | Lieu        | Site                                           | Cat. | Vainqueur           | Finaliste              | Score | Références |
| 05-??             | 05-??             | Open d'Autriche                            | Wels        | BRP Hall                                       | P/A  | Matthew Couch       | Patrick Einsle (en)    | 6–2   |            |
| 07–13             | 07–16             | Masters de Thaïlande                       | Hua Hin     | Hua Hin Grand Hotel                            | NC   | Marco Fu            | Issara Kachaiwong (en) | 5–3   | [ 1 ]      |
| 08–13             | 08–20             | Trophée d'Irlande du Nord                  | Belfast     | Waterfront Hall                                | C    | Ding Junhui         | Ronnie O'Sullivan      | 9–6   | [ 2 ]      |
| 08–25             | 08–27             | Open de Fürth                              | Fürth       | Stadthalle                                     | P/A  | Michael Holt        | Barry Hawkins          | 4–2   | [ 3 ]      |
| 09–02             | 09–02             | Pot Black                                  | Londres     | Royal Automobile Club                          | NC   | Mark Williams       | John Higgins           | 1–0   | ,          |
| 09–18             | 09–22             | Séries internationales Pontins (épreuve 1) | Prestatyn   | Pontins                                        | SIP  | Munraj Pal (en)     | Kurt Maflin            | 6–3   | ,          |
| 10–09             | 10–11             | Championnat d'Irlande                      | Templeogue  | Spawell Sport & Leisure Complex                | NC   | Ken Doherty         | Michael Judge          | 9–4   | [ 8 ]      |
| 10–12             | 10–16             | Séries internationales Pontins (épreuve 2) | Prestatyn   | Pontins                                        | SIP  | Julian Logue        | Alex Davies (en)       | 6–5   | ,          |
| 10–21             | 10–29             | Grand Prix                                 | Aberdeen    | A.E.C.C.                                       | C    | Neil Robertson      | Jamie Cope             | 9–5   | [ 10 ]     |
| 10-??             | 10-??             | Tournoi Pontins pro-am (automne)           | Prestatyn   | Pontins                                        | P/A  | Ryan Day            | Jamie Cope             | 5–2   |            |
| 11–04             | 11–09             | Épreuve qualificative aux Masters          | Sheffield   | English Institute of Sport                     | NC   | Stuart Bingham      | Mark Selby             | 6–2   | [ 11 ]     |
| 11-09             | 11-12             | Open de Suisse                             | Zofingen    | Billiard Center Im Funken                      | P/A  | Matthew Couch       | Dave Harold            | 4–3   |            |
| 09–14             | 12–03             | Première ligue                             | Wythenshawe | Forum Centre                                   | NC   | Ronnie O'Sullivan   | Jimmy White            | 7–0   | [ 12 ]     |
| 11–30             | 12–04             | Séries internationales Pontins (épreuve 3) | Prestatyn   | Pontins                                        | SIP  | Leo Fernandez (en)  | Lee Walker (en)        | 6–5   | ,          |
| 12–06             | 12–07             | Jeux asiatiques (individuel)               | Doha        | Al-Sadd Multi-Purpose Hall                     | P/A  | Ding Junhui         | Liang Wenbo            | 4–2   | [ 14 ]     |
| 12–06             | 12–07             | Jeux asiatiques (par équipes)              | Doha        | Al-Sadd Multi-Purpose Hall                     | TE   | Chine               | Hong Kong              | 3-0   |            |
| 12-01             | 12-17             | Open des Pays-Bas                          | Bois-le-Duc | Snookercentrum De Dieze                        | P/A  | Michael Wild (en)   | Mark King              | 6-5   |            |
| 12–04             | 12–17             | Championnat du Royaume-Uni                 | York        | Barbican Centre                                | C    | Peter Ebdon         | Stephen Hendry         | 10–6  | [ 15 ]     |
| ??-??             | ??-??             | Tournoi pro-am Pontins (séries mondiales)  | Prestatyn   | Pontins                                        | P/A  | Ken Doherty         | Ricky Walden           | 4–2   |            |
| 01–14             | 01–18             | Séries internationales Pontins (épreuve 4) | Prestatyn   | Pontins                                        | SIP  | Kuldesh Johal (en)  | Lee Walker (en)        | 6–4   | ,          |
| 01–14             | 01–21             | Masters                                    | Londres     | Wembley Arena                                  | NC   | Ronnie O'Sullivan   | Ding Junhui            | 10–3  | ,          |
| 01–29             | 02–04             | Coupe de Malte                             | San Ġiljan  | Hilton Conference Center                       | C    | Shaun Murphy        | Ryan Day               | 9–4   | [ 19 ]     |
| 02–01             | 02–05             | Séries internationales Pontins (épreuve 5) | Prestatyn   | Pontins                                        | SIP  | Kurt Maflin         | Ashley Wright (en)     | 6–3   | ,          |
| 02–12             | 02–18             | Open du pays de Galles                     | Newport     | Newport Centre                                 | C    | Neil Robertson      | Andrew Higginson       | 9–8   | ,          |
| 03–04             | 03–08             | Séries internationales Pontins (épreuve 6) | Prestatyn   | Pontins                                        | SIP  | Jamie O'Neill       | Ashley Wright (en)     | 6–2   | ,          |
| 03–09             | 03–11             | Masters d'Irlande                          | Kilkenny    | Ormonde Hotel                                  | NC   | Ronnie O'Sullivan   | Barry Hawkins          | 9–1   | [ 24 ]     |
| 03–25             | 04–01             | Open de Chine                              | Pékin       | Gymnase des étudiants de l'université de Pékin | C    | Graeme Dott         | Jamie Cope             | 9–5   | [ 25 ]     |
| 04–12             | 04–16             | Séries internationales Pontins (épreuve 7) | Prestatyn   | Pontins                                        | SIP  | Bjorn Haneveer (en) | Craig Steadman (en)    | 6–2   | ,          |
| 04–21             | 05–07             | Championnat du monde                       | Sheffield   | Crucible Theatre                               | C    | John Higgins        | Mark Selby             | 18–13 | [ 27 ]     |
| 05–10             | 05–14             | Séries internationales Pontins (épreuve 8) | Prestatyn   | Pontins                                        | SIP  | James McBain        | Kurt Maflin            | 6–4   | ,          |
| 06-??             | 06-??             | Tournoi Pontins pro-am (printemps)         | Prestatyn   | Pontins                                        | P/A  | Leo Fernandez (en)  | Daniel Wells           | 5–2   |            |

## Attribution des points
Points attribués lors des épreuves comptant pour le classement mondial :
| Tournoi                     | Joueurs (nombre / statut) | 96  | 80   | 64   | 48   | 32   | 16   | Quart de finalistes | Demi-finalistes | Finaliste | Vainqueur |
| Trophée d'Irlande du Nord,  | Non tête de série         | 400 | 650  | 900  | 1150 | 1400 | 1900 | 2500                | 3200            | 4000      | 5000      |
| Trophée d'Irlande du Nord,  | Tête de série             | 200 | 325  | 450  | 575  | 700  | 1900 | 2500                | 3200            | 4000      | 5000      |
| Championnat du Royaume-Uni, | Non tête de série         | 600 | 975  | 1350 | 1725 | 2100 | 2850 | 3750                | 4800            | 6000      | 7500      |
| Championnat du Royaume-Uni, | Tête de série             | 300 | 488  | 675  | 863  | 1050 | 2850 | 3750                | 4800            | 6000      | 7500      |
| Coupe de Malte,             | Non tête de série         | 400 | 650  | 900  | 1150 | 1400 | 1900 | 2500                | 3200            | 4000      | 5000      |
| Coupe de Malte,             | Tête de série             | 200 | 325  | 450  | 575  | 700  | 1900 | 2500                | 3200            | 4000      | 5000      |
| Open du pays de Galles,     | Non tête de série         | 400 | 650  | 900  | 1150 | 1400 | 1900 | 2500                | 3200            | 4000      | 5000      |
| Open du pays de Galles,     | Tête de série             | 200 | 325  | 450  | 575  | 700  | 1900 | 2500                | 3200            | 4000      | 5000      |
| Open de Chine,              | Non tête de série         | 400 | 650  | 900  | 1150 | 1400 | 1900 | 2500                | 3200            | 4000      | 5000      |
| Open de Chine,              | Tête de série             | 200 | 325  | 450  | 575  | 700  | 1900 | 2500                | 3200            | 4000      | 5000      |
| Championnat du monde,       | Non tête de série         | 800 | 1300 | 1800 | 2300 | 2800 | 3800 | 5000                | 6400            | 8000      | 10000     |
| Championnat du monde,       | Tête de série             | 400 | 650  | 900  | 1150 | 1400 | 3800 | 5000                | 6400            | 8000      | 10000     |

| Tournoi    | Phase de groupe 1 | Phase de groupe 1 | Phase de groupe 1 | Phase de groupe 1 | Phase de groupe 2 | Phase de groupe 2 | 16   | Quart de finalistes | Demi-finalistes | Finaliste | Vainqueur |
| Tournoi    | 7–8               | 5–6               | 3–4               | 1–2               | 5–6               | 3–4               | 16   | Quart de finalistes | Demi-finalistes | Finaliste | Vainqueur |
| Grand Prix | 200               | 650               | 900               | 1150              | 575               | 1400              | 1900 | 2500                | 3200            | 4000      | 5000      |

## Classement mondialen début et fin de saison

### Après lechampionnat du monde 2006
| Rang | Évol.         | Joueur            | Points |
| 1    | 1             | Stephen Hendry    | 36437  |
| 2    | 9             | Ken Doherty       | 36137  |
| 3    | 2             | Ronnie O'Sullivan | 36012  |
| 4    | 2             | John Higgins      | 34962  |
| 5    | 16            | Shaun Murphy      | 32725  |
| 6    | 7             | Graeme Dott       | 32600  |
| 7    | en stagnation | Peter Ebdon       | 31200  |
| 8    | 1             | Mark Williams     | 31137  |
| 9    | 6             | Stephen Maguire   | 30725  |
| 10   | en stagnation | Stephen Lee       | 29125  |
| 11   | 4             | Steve Davis       | 28875  |
| 12   | 18            | Barry Hawkins     | 27825  |
| 13   | 15            | Neil Robertson    | 27000  |
| 14   | 10            | Matthew Stevens   | 23862  |
| 15   | 4             | Ali Carter        | 23725  |
| 16   | 1             | Anthony Hamilton  | 23725  |

### Après lechampionnat du monde 2007
| Rang | Évol. | Joueur            | Points |
| 1    | 3     | John Higgins      | 42250  |
| 2    | 4     | Graeme Dott       | 37775  |
| 3    | 2     | Shaun Murphy      | 37700  |
| 4    | 2     | Ken Doherty       | 35800  |
| 5    | 2     | Ronnie O'Sullivan | 33600  |
| 6    | 1     | Peter Ebdon       | 33550  |
| 7    | 6     | Neil Robertson    | 33125  |
| 8    | 7     | Stephen Hendry    | 32475  |
| 9    | 18    | Ding Junhui       | 30800  |
| 10   | 1     | Stephen Maguire   | 30550  |
| 11   | 17    | Mark Selby        | 27400  |
| 12   | 4     | Mark Williams     | 27125  |
| 13   | 3     | Stephen Lee       | 26150  |
| 14   | 1     | Ali Carter        | 25300  |
| 15   | 4     | Steve Davis       | 24950  |
| 16   | 1     | Ryan Day          | 24500  |